# Antaeotricha praecisa
Antaeotricha praecisa is een vlinder uit de familie van de sikkelmotten (Oecophoridae). De wetenschappelijke naam van de soort is voor het eerst geldig gepubliceerd in 1912 door Edward Meyrick.